# Флорос, Константин
Константин Флорос (греч. Κωνσταντίνος Φλώρος, нем. Constantin Floros; 4 января 1930, Салоники, Греция) — немецкий музыковед

, историк культуры, редактор, педагог, профессор, доктор наук (1955).

## Биография
Греческого происхождения. Изучал право в  Салоникском университете. Затем поступил в Венскую музыкальную академию, где до 1953 года изучал композицию у Альфреда Уля и дирижирование у Ханса Сваровски, получил диплом по обоим предметам. Одновременно изучал музыковедение, историю искусства, философию и психологию в Венском университете.
С 1967 по 1995 год работал преподавателем ( с 1972 г. – профессором музыковедения) в Гамбургском университете. С 1995 года – почетный профессор Гамбургского Университета.
Профессор Флорос является соредактором журнала Hamburger Jahrbuch für Musikwissenschaft, в 1988 году стал президентом Gustav Mahler Vereinigung в Гамбурге. В 1992 году был избран членом Эрфуртской Академии некоммерческих наук, в 1999 году стал почетным членом Richard Wagner-Verband. В 2002 году избран членом Европейской академии наук и искусств. 
Был удостоен звания почётного доктора Национального университета в Афинах (1999) . В марте 2010 года Международное общество Густава Малера наградило его Золотой медалью Густава Малера в знак признания его заслуг.
Занимался исследованиями происхождения григорианских невмов, различных аспектов византийской музыки,  связи между музыкальными культурами Востока и Запада, семантического значения симфоний 18-го и 19-го веков и др.
Автор 22 книг и многих статей. Его трехтомник Universale Neumenkunde (1970) опроверг предыдущие теории о происхождении григорианских невмов. Он расшифровал древнейшие византийские и славянские обозначения и разработал новый метод семантического анализа.